# Reakcja upozorowana
Reakcja upozorowana (formacja reaktywna) to jeden z neurotycznych mechanizmów obronnych, polegający na radzeniu sobie z nieakceptowanymi impulsami przez wyrażanie przeciwstawnych im impulsów.
Np.: nie lubimy szefa, lecz mówimy do niego "zrobić panu herbatki?".